# Скрыточелюстные
Скрыточелюстные (лат. Entognatha) — ранее выделявшийся класс бескрылых членистоногих, который вместе с насекомыми составлял надкласс (или подтип) шестиногих (Hexapoda). Их ротовые аппараты втянуты в головную капсулу. Класс объединял три таксона (отряда или класса): бессяжковые (Protura), коллемболы (Collembola) и двухвостки (Diplura), в сумме от 5 тысяч до более чем 8 тысяч видов. Ещё раньше эти три группы объединялись с устаревшим отрядом Thysanura, формируя класс Apterygota. В результате исследований стало известно, что таксоны бесчелюстных эволюционировали независимо от насекомых и друг от друга. Так как составляющие его таксоны не являются близкими к друг другу родственниками, класс скрыточелюстных признан искусственным, полифилетическим, или парафилетическим. В современных системах скрыточелюстные не выделяются, а составляющие его три таксона рассматриваются в ранге отдельных классов, наравне с насекомыми.

## Описание
Объединение трёх разных таксонов в одну группу было основано на сходных особенностях морфологии. Ротовые аппараты этих членистоногих втянуты в головную капсулу и только кончики мандибул и верхних челюстей выходят за её пределы. В отличие от вторично бескрылых насекомых, которые потеряли крылья в процессе эволюции, но произошли от крылатых предков, у скрыточелюстных они полностью отсутствуют. У самок присутствует яйцеклад. Фасеточные глаза есть только у некоторых видов ногохвосток и состоят из не более чем восьми омматидиев.
Молекулярно-генетические анализы на основе изучения последовательностей ДНК, которые подтверждают монофилию Entognatha, противоречат друг другу в отношении того, разделяется ли он на Protura + Diplura (= Nonoculata; Meusemann et al.2010; Andrew 2011) или на стандартное морфологическое объединение Protura + Collembola (= Ellipura; von Reumont et al. 2012).
С морфологической точки зрения, большинство апоморфий, предполагающих монофилию Entognatha, представляют собой редукции (мальпигиевы папиллы вместо канальцев; редукция вплоть до полной потери сложных глаз). Единственное исключение — эволюция ротового аппарата, скрытого в головной капсуле.
Возможные аргументы в пользу гипотезы парафилии Entognatha включают эволюционное происхождение парных претарзальных когтей и парных церок (Kukalová-Peck 1987; Koch 1997; Beutel and Gorb 2006), ультраструктуру сперматозоидов (Dallai et al. 2011) и процесс дифференциации эмбрионального амниона (Machida 2006) у последнего общего предка Diplura и Ectognatha.
Обнаруженные особенности строения половой системы Diplura позволяют сближать их и даже рассматривать в качестве ближайших родственников Ectognatha — это родство, которое противоречит монофилетичности Entognatha (Dallai et al. 2011). В целом, морфологическая поддержка любой клады, включающей более одной из энтогнатных ветвей Protura, Diplura и Collembola, слаба.